# Liste der Monuments historiques in Vicq (Yvelines)
Die Liste der Monuments historiques in Vicq (Yvelines) führt die Monuments historiques in der französischen Gemeinde Vicq auf.

## Liste der Bauwerke
| Bezeichnung      | Beschreibung                  | Standort | Kennzeichnung | Schutzstatus | Datum | Bild |
| ---------------- | ----------------------------- | -------- | ------------- | ------------ | ----- | ---- |
| Kirche St-Martin | Erbaut im 12./13. Jahrhundert | (Lage)   | PA00087781    | Inscrit      | 1980  |      |

## Liste der Objekte
- Monuments historiques (Objekte) in Vicq (Yvelines) in der Base Palissy des französischen Kultusministeriums